# Vanes
Pour les articles homonymes, voir Vane (homonymie).

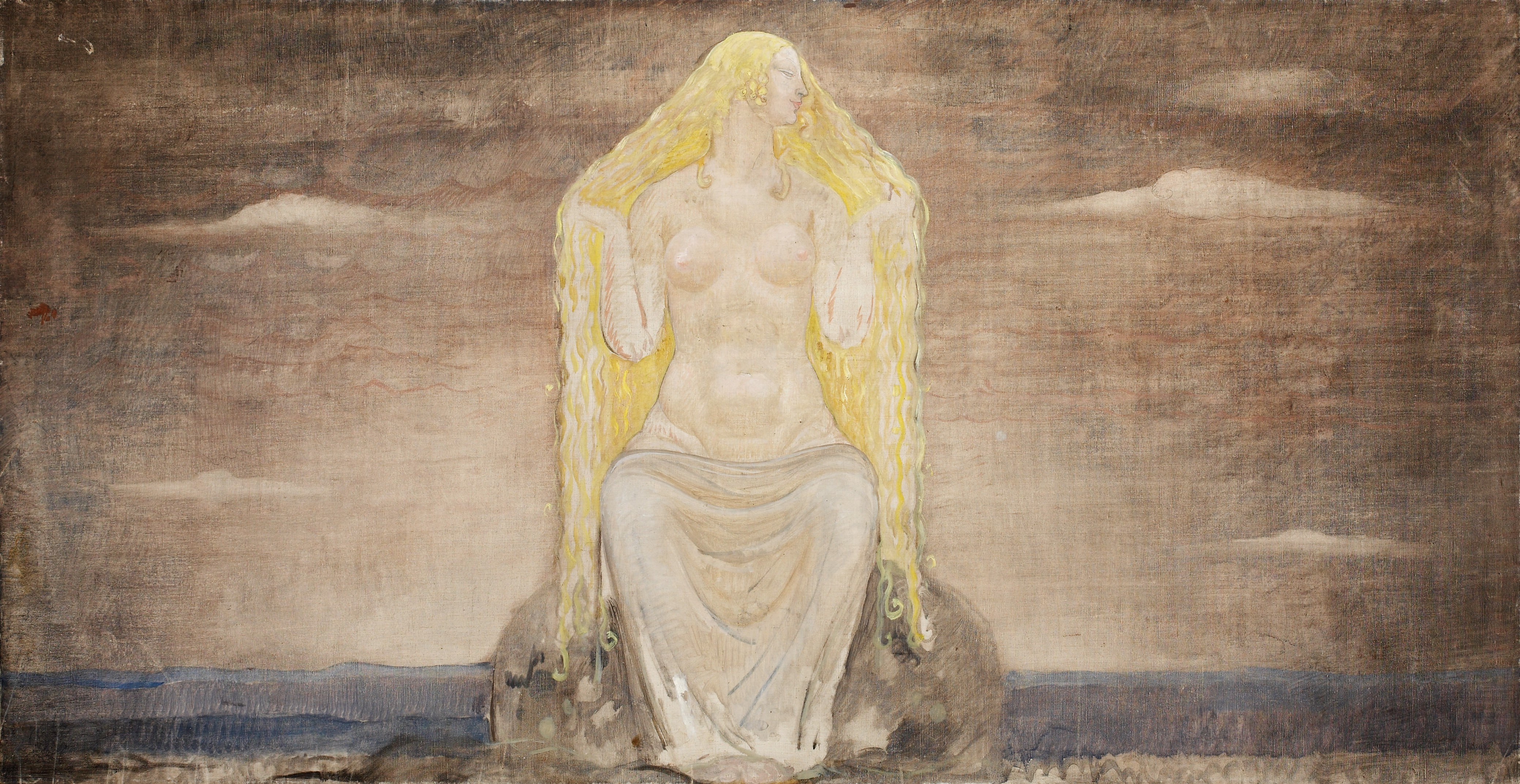
Freyja, peinture à l´huile, John Bauer (1882–1918).

Les Vanes, ou Vanir, sont un des trois groupes de divinités de la mythologie nordique ; les deux autres étant les Ases et les Dises. Ils sont associés aux cultes de la fertilité, de la fécondité, de la sagesse et de la précognition. Ils sont associés au monde de Vanaheim. Ce groupe de dieux est aussi associé à la magie puisque c'est Freyja qui enseigna le seiðr (« la magie »)  aux Ases et aux géants, ainsi que l'art astral à Odin. La présence de noms de dieux Vanes dans la toponymie atteste leur popularité et leur ancienneté.
Ils se sont battus pendant un temps contre les Ases. Cette guerre s'est terminée par une trêve et l'échange de quelques divinités. Les Vanes envoyèrent Njörd, Freyr et Freyja, et les Ases leur envoyèrent le simplet Hoenir et Mimir. Les Vanes, fâchés de cet échange déséquilibré, décapitèrent Mimir et envoyèrent sa tête à Ásgard. Par la suite, les Vanes sont reconnus comme étant un sous-groupe des Ases.

## Origine et évolution historique
Les dieux que l'on nomme « vanes » dans le panthéon nord-germanique ne sont en fait que trois : le père Njörd, le fils Freyr et la sœur Freyja. Ils sont les représentants du trio dioscurique divin indo-européen : les jumeaux divins « Fils du Ciel du jour » et leur sœur-épouse la fille du Ciel du jour ou du Soleil qu'ils sauvent après un être nocturne ou hivernal et qu'ils marient au dieu Lune. Ils font partie des plus anciennes figures divines du panthéon indo-européen.
Par la suite et encore dans la période commune des Indo-Européens, ces dieux ont été dépréciés et ne sont souvent plus que les représentants de la troisième fonction quand ils n'ont pas purement été assimilés aux humains.
Dans la communauté linguistique et culturelle de l'Europe du nord ouest (innovation latino-germanique), le mythe a pris une forme nouvelle, celle d'une guerre de fondation où les Ases attaquent leurs voisins les Vanes qui se défendent victorieusement et qui finissent par conclure une paix garantie par un échange d'otages. Pour se défendre, les Vanes ont employé la vaillance mais également la corruption (Gullveig), la magie (Heid) et probablement la séduction.

## Quelques noms
Cette famille de dieux étant largement minoritaire par rapport aux Ases, peu de noms nous sont parvenus. Les quelques noms connus sont ceux qui ont eu une interaction forte avec les Ases :
- Freyja, déesse de la beauté et de l'amour, de l’érotisme, fille de Njörd et de Nerthus. Elle est la sœur de Freyr. Elle est chargée d'accueillir la moitié des guerriers tombés au combat dans sa halle personnelle Fólkvangr, l'autre moitié allant chez Odin au Valhalla.
- Freyr, dieu de la vie, de la fécondité et chef des Vanes. Fils de Njörd et de Nerthus, c'est le frère de Freyja. Son nom signifie « seigneur ». Il épousa Gerd et eut d'elle Yngvi
- Gerd, géante qu'on associera ici à la famille des Vanes en tant qu'épouse de Freyr et mère d'Yngvi. Ses parents sont deux géants des montagnes, Gymir son père et Aurboda sa mère.
- Gersimi, fille de Freyja et de Odr, sœur de Hnoss, son nom signifie « trésor »
- Hnoss, fille de Freyja et de Odr, sœur de Gersimi, son nom signifie « trésor » également
- Lódur, fils de Bor et de Bestla, petit-fils de Buri et frère d'Odin et de Hönir. Il s'associa à ses frères afin de mettre un terme à la race des géants, participant au dépeçage d'Ymir dont le cadavre permit de constituer la Terre. Découvrant deux troncs d'arbres morts sur une grève, Lódur leur donna les sens, tandis qu'Odin octroya la vie et Hönir l'intelligence. De ces deux êtres, Ask le frêne et Embla l'orme descendit la race des humains installée à Midgard
- Nerthus, déesse-mère de la famille des Vanes associée à la fertilité des terres, ancienne épouse et sœur de Njörd. Objet d'un culte fervent de la part des paysans, elle se promène dans un char tiré par deux génisses, bovins prometteurs d'abondance. Elle forme avec Njörd un couple parèdre, c'est-à-dire formant deux faces d'un même ensemble comme c'est le cas de leurs enfants Freyja et Freyr
- Njörd, ancien dieu majeur, principal membre de la famille des Vanes. Dieu de l'abondance, du vent, de la mer. Après avoir été celui de Nerthus, il est l'époux de Skadi, la déesse de la montagne, et le père de Freyr et Freyja. Il préside comme toute sa parentèle à l'abondance des fruits de la nature, s'occupant plus particulièrement du milieu marin. Au terme de la guerre entre Ases et Vanes, il partit avec ses enfants vers Ásgard, mais les Ases réprouvant les mariages consanguins, ils lui demandèrent de se séparer de son épouse. Il se maria par la suite avec Skadi, sans que leur union fût heureuse, l'un préférant la mer et l'autre les montagnes. Il forme avec Nerthus un couple parèdre, c'est-à-dire formant deux faces d'un même ensemble comme c'est le cas de leurs enfants Freyja et Freyr
- Odr, dieu des blés, époux de Freyja et ennemi de Nep. Père du dieu Hrund et de Hnoss et Gersimi, de la famille des Asynes (ou Ases féminins)
- Skírnir, messager de Frey

## Généalogie
|  |  |           |           |           |           |           |           |          |          |          |          |          |          |             |             |             |             |             |             |           |           | Thjazi (♂) |           |           |           |           |           |  |  |  |  |           |           |           |           |           |           |           |           |  |  |  |  |  |  |             |             |             |             |             |             |  |  |  |  |           |           |           |           |           |           |           |           |       |       |       |       |  |  |  |  |        |        |        |        |        |        |
|  |  |           |           |           |           |           |           |          |          |          |          |          |          |             |             |             |             |             |             |           |           |            |           |           |           |           |           |  |  |  |  |           |           |           |           |           |           |           |           |  |  |  |  |  |  |             |             |             |             |             |             |  |  |  |  |           |           |           |           |           |           |           |           |       |       |       |       |  |  |  |  |        |        |        |        |        |        |
|  |  | Gymir (♂) | Gymir (♂) | Gymir (♂) | Gymir (♂) | Gymir (♂) | Gymir (♂) |          |          |          |          |          |          | Aurboda (♀) | Aurboda (♀) | Aurboda (♀) | Aurboda (♀) | Aurboda (♀) | Aurboda (♀) |           |           | Skadi (♀)  | Skadi (♀) | Skadi (♀) | Skadi (♀) | Skadi (♀) | Skadi (♀) |  |  |  |  |           |           | Njörd (♂) | Njörd (♂) | Njörd (♂) | Njörd (♂) | Njörd (♂) | Njörd (♂) |  |  |  |  |  |  | Nerthus (♀) | Nerthus (♀) | Nerthus (♀) | Nerthus (♀) | Nerthus (♀) | Nerthus (♀) |  |  |  |  | Légende : | Légende : | Légende : | Légende : | Légende : | Légende : | Vanes     | Vanes     | Vanes | Vanes | Vanes | Vanes |  |  |  |  | Géants | Géants | Géants | Géants | Géants | Géants |
|  |  | Gymir (♂) | Gymir (♂) | Gymir (♂) | Gymir (♂) | Gymir (♂) | Gymir (♂) |          |          |          |          |          |          | Aurboda (♀) | Aurboda (♀) | Aurboda (♀) | Aurboda (♀) | Aurboda (♀) | Aurboda (♀) |           |           | Skadi (♀)  | Skadi (♀) | Skadi (♀) | Skadi (♀) | Skadi (♀) | Skadi (♀) |  |  |  |  |           |           | Njörd (♂) | Njörd (♂) | Njörd (♂) | Njörd (♂) | Njörd (♂) | Njörd (♂) |  |  |  |  |  |  | Nerthus (♀) | Nerthus (♀) | Nerthus (♀) | Nerthus (♀) | Nerthus (♀) | Nerthus (♀) |  |  |  |  | Légende : | Légende : | Légende : | Légende : | Légende : | Légende : | Vanes     | Vanes     | Vanes | Vanes | Vanes | Vanes |  |  |  |  | Géants | Géants | Géants | Géants | Géants | Géants |
|  |  |           |           |           |           |           |           |          |          |          |          |          |          |             |             |             |             |             |             |           |           |            |           |           |           |           |           |  |  |  |  |           |           |           |           |           |           |           |           |  |  |  |  |  |  |             |             |             |             |             |             |  |  |  |  |           |           |           |           |           |           |           |           |       |       |       |       |  |  |  |  |        |        |        |        |        |        |
|  |  |           |           |           |           |           |           |          |          |          |          |          |          |             |             |             |             |             |             |           |           |            |           |           |           |           |           |  |  |  |  |           |           |           |           |           |           |           |           |  |  |  |  |  |  |             |             |             |             |             |             |  |  |  |  |           |           |           |           |           |           |           |           |       |       |       |       |  |  |  |  |        |        |        |        |        |        |
|  |  |           |           |           |           |           |           | Gerd (♀) | Gerd (♀) | Gerd (♀) | Gerd (♀) | Gerd (♀) | Gerd (♀) |             |             |             |             |             |             |           |           |            |           |           |           |           |           |  |  |  |  | Freyr (♂) | Freyr (♂) | Freyr (♂) | Freyr (♂) | Freyr (♂) | Freyr (♂) |           |           |  |  |  |  |  |  | Freyja (♀)  | Freyja (♀)  | Freyja (♀)  | Freyja (♀)  | Freyja (♀)  | Freyja (♀)  |  |  |  |  |           |           | Ódr (♂)   | Ódr (♂)   | Ódr (♂)   | Ódr (♂)   | Ódr (♂)   | Ódr (♂)   |       |       |       |       |  |  |  |  |        |        |        |        |        |        |
|  |  |           |           |           |           |           |           | Gerd (♀) | Gerd (♀) | Gerd (♀) | Gerd (♀) | Gerd (♀) | Gerd (♀) |             |             |             |             |             |             |           |           |            |           |           |           |           |           |  |  |  |  | Freyr (♂) | Freyr (♂) | Freyr (♂) | Freyr (♂) | Freyr (♂) | Freyr (♂) |           |           |  |  |  |  |  |  | Freyja (♀)  | Freyja (♀)  | Freyja (♀)  | Freyja (♀)  | Freyja (♀)  | Freyja (♀)  |  |  |  |  |           |           | Ódr (♂)   | Ódr (♂)   | Ódr (♂)   | Ódr (♂)   | Ódr (♂)   | Ódr (♂)   |       |       |       |       |  |  |  |  |        |        |        |        |        |        |
|  |  |           |           |           |           |           |           |          |          |          |          |          |          |             |             |             |             |             |             |           |           |            |           |           |           |           |           |  |  |  |  |           |           |           |           |           |           |           |           |  |  |  |  |  |  |             |             |             |             |             |             |  |  |  |  |           |           |           |           |           |           |           |           |       |       |       |       |  |  |  |  |        |        |        |        |        |        |
|  |  |           |           |           |           |           |           |          |          |          |          |          |          |             |             |             |             |             |             |           |           |            |           |           |           |           |           |  |  |  |  |           |           |           |           |           |           |           |           |  |  |  |  |  |  |             |             |             |             |             |             |  |  |  |  |           |           |           |           |           |           |           |           |       |       |       |       |  |  |  |  |        |        |        |        |        |        |
|  |  |           |           |           |           |           |           |          |          |          |          |          |          |             |             |             |             |             |             | Yngvi (♂) | Yngvi (♂) | Yngvi (♂)  | Yngvi (♂) | Yngvi (♂) | Yngvi (♂) |           |           |  |  |  |  |           |           |           |           |           |           |           |           |  |  |  |  |  |  | Gersimi (♀) | Gersimi (♀) | Gersimi (♀) | Gersimi (♀) | Gersimi (♀) | Gersimi (♀) |  |  |  |  |           |           | Hnoss (♀) | Hnoss (♀) | Hnoss (♀) | Hnoss (♀) | Hnoss (♀) | Hnoss (♀) |       |       |       |       |  |  |  |  |        |        |        |        |        |        |

## Les Vanes «seigneurs amicaux»
Après Rudolf Much et De Vries, Jean Haudry rapproche le nom des Vanes du germanique *weni- « ami », (en vieux norse vinr). Sur le plan social, cette notion serait à mettre en parallèle avec le vieil anglais wine « seigneur » et désignerait le chef d'un compagnonnage aux yeux de ses guerriers. Les Vanes « seigneurs amicaux » seraient « l'objet d'un culte positif destiné à les renforcer pour accroître leur action bénéfique ». 

## Théories
Le chercheur Stephan Grundy note que la déesse vane Freyja et les Vanes en tant que groupe ne sont pas attestés hors de la Scandinavie, et que l'origine de la distinction entre les Ases et les Vanes est incertaine, mais qu'elles sont des divinités pré-indo-européennes ou des dieux de la fertilité indo-européennes. La division tribale est vraisemblablement ancienne, comme l'est le nom, lequel est difficile à analyser étymologiquement. Grundy fait remarquer qu'il y a cependant preuve (mais pas incontestée) que le dieu Freyr est le même dieu que la divinité germanique Ing (reconstruit en proto-germanique *Ingwaz), et que, si c'est le cas, il est attesté comme ayant été connu parmi les Goths. Grundy dit alors qu'il est possible que les Vanes puissent avoir été communément connus des tribus germaniques, il est aussi possible que les Vanes aient été connus seulement des Scandinaves, des peuples germaniques autour de la mer du Nord, et peut-être aussi des Goths.